# Агама чорна
Агама чорна (Laudakia melanura) — вид ящірок родини агамові. Населяє гірські арідні області Ірану, Пакистану, на заході Індії (Пенджаб, Белуджистан) на висоті до 2400 м над рівнем моря.